# Sopubia karaguensis
Sopubia karaguensis är en snyltrotsväxtart som beskrevs av Oliver. Sopubia karaguensis ingår i släktet Sopubia och familjen snyltrotsväxter.

## Underarter
Arten delas in i följande underarter:
- S. k. macrocalyx
- S. k. welwitschii